# Charles Cecil
Charles Cecil (* 11. srpna 1962 York) je britský manažer pracující pro britskou společnost Revolution Software, která v minulosti vydávala hry sklízející úspěchy u kritiky i hráčů – například Beneath a Steel Sky a sérii Broken Sword. Cecil se věnuje přednáškám na téma komerčních a kreativních aspektů tvorby počítačových her. V roce 2006 byl oceněn titulem "Industry legend" časopisem Develop.

## Raná kariéra
Charles Cecil vystudoval Bedales School v anglickém Hampshiru. V roce 1980 začal studovat mechanické inženýrství na Manchesterské univerzitě. Setkal se se studentem Richardem Turnerem pro kterého napsal nějaké textové adventury v rámci herní společnosti Arctic Computing. První hrou, na které pracoval, byla Inca Curse z roku 1981, poté Espionage Island taktéž z roku 1981 a Ship of Doom z roku 1982. Hry byly vydané pro Sinclair ZX81, ZX Spectrum a Amstrad a setkaly se s úspěchem. Cecil byl přijat do Artic Computing jako režisér.
Po dokončení studií v roce 1985 se Cecil rozhodl pokračovat ve své započaté kariéře herního vývojáře a vytvořil společnost Paragon Programming, která vytvářela hry v rámci hlavního britského vydavatele U.S. Gold. V roce 1987 Cecil opustil vývoj her a pracoval ve vydavatelství na postu "manager vývoje softwaru", taktéž pod U.S. Gold. Po roce mu společnost Activision nabídla pozici managera v jejich evropském vývojovém studiu.
V roce 1990 se se založením Revolution Software vrátil k vytváření her.

## V Revolution Software

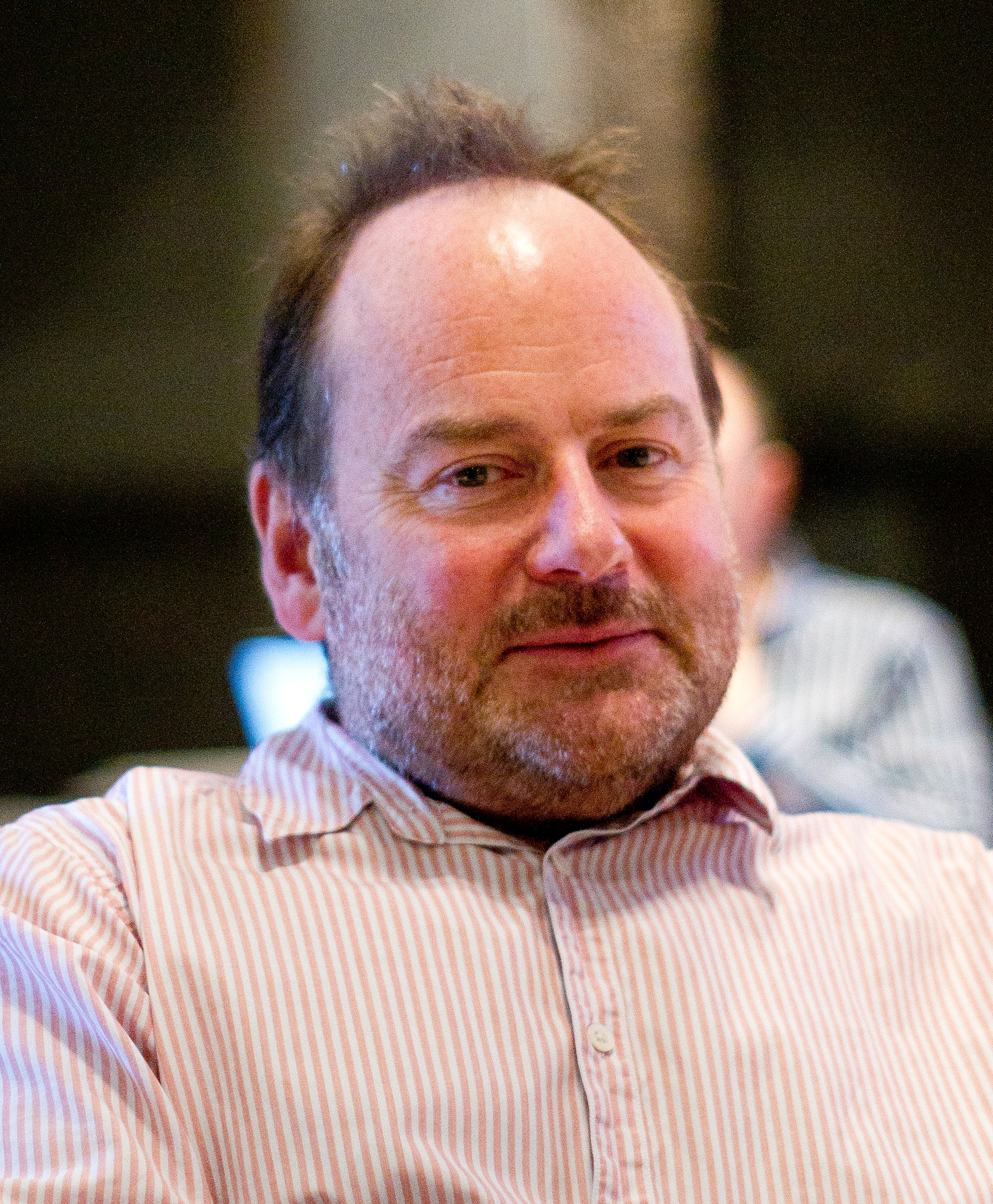
Cecil v roce 2013

Společnost byla založena v roce 1990 Charlesem Cecilem, Tony Warrinerem a Davidem Sykesem. Sídlila v Hullu, v současnosti sídlí v Yorku. Tři zakladatelé chtěli vydávat inovativní adventury a proto začali tvořit koncept nového enginu, který nazvali Virtual Theatre. Nový engine jim nabídl mnohem aktivnější a dynamičtější herní svět, než bylo do té doby možné.
Revolution Software se rychle stala vedoucí společností v oblasti adventur a má za sebou mnoho úspěšných titulů, vesměs se setkávající s úspěchem u kritiky i v prodejnosti. Mezi klienty firmy patřily Sony Computer Entertainment, Disney, DreamWorks, Virgin Interactive, Sierra Entertainment (Vivendi), Ubisoft a THQ.
Jejich prvními tituly byly hry Lure of the Temptress (vydáno v roce 1992) a Beneath a Steel Sky (vydáno v roce 1994) – obě se držely na špicích prodejních žebříčků. V roce 1996 vydala firma přelomový titul Broken Sword: Shadow of the Templars, na který navazovalo pokračování Broken Sword 2: The Smoking Mirror z roku 1997. Obě hry si vysloužily řadu ocenění, obou se prodalo přes milion kopií a vydělaly přes 100 milionů dolarů.
Cecilova další hra In Cold Blood byla vydána distributorem Sony Computer Entertainment a vysloužila si spíše vlažné přijetí. The Road to El Dorado byla hra založená na disneyovském filmu z roku 2000.
V listopadu 2003 byl vydán pro PC, PlayStation 2 a Xbox třetí díl ze série Broken Sword – Broken Sword: The Sleeping Dragon. Hra získala několik nominací, mimo jiné za nejlepší scénář na Game Developer Conference v roce 2004. Poslední vydanou hrou ze série byl Broken Sword: The Angel of Death ze září 2006.
Cecil také spolupracoval na herní adaptaci Šifry mistra Leonarda.

## Cecilovy hry
Charles Cecil byl během svého života zapojen ve vývoji následujících her:
| Název                                    | Platforma                                | Rok vydání | Jeho post               |
| ---------------------------------------- | ---------------------------------------- | ---------- | ----------------------- |
| Inca Curse                               | DOS                                      | 1981       | Designer                |
| Espionage Island                         | DOS                                      | 1981       | Designer                |
| Ship of Doom                             | DOS                                      | 1982       | Designer                |
| Lure of the Temptress                    | DOS / Amiga / Atari ST                   | 1992       | Režie                   |
| Beneath a Steel Sky                      | DOS / Amiga / Amiga CD32                 | 1994       | Režie                   |
| Broken Sword: The Shadow of the Templars | DOS / Windows / PlayStation              | 1996       | Režie                   |
| Toonstruck                               | DOS / Windows                            | 1996       | Zvláštní poděkování     |
| Broken Sword 2: The Smoking Mirror       | Windows / PlayStation                    | 1997       | Režie / Příběh a Design |
| In Cold Blood                            | Windows / PlayStation                    | 2000       | Režie                   |
| Gold and Glory: The Road to El Dorado    | Windows / Game Boy Color / PlayStation 2 | 2000       |                         |
| Broken Sword: The Shadow of the Templars | Game Boy Advance                         | 2002       |                         |
| Broken Sword: The Sleeping Dragon        | Windows XP / PlayStation 2 / Xbox        | 2003       | Režie / Design          |
| Broken Sword: The Shadow of the Templars | Palm OS                                  | 2005       |                         |
| Broken Sword: The Angel of Death         | Windows XP                               | 2006       | Režie / Příběh          |
| The Da Vinci Code                        | PlayStation 2                            | 2006       | Příběh a Design         |